# Sérgio Victor
Sérgio Luiz Victor Júnior (Tremembé, 18 de junho de 1987) é um empresário e político brasileiro filiado ao Partido Novo. É prefeito de Taubaté, eleito nas eleições municipais de 2024, anteriormente exerceu o mandato de deputado estadual de São Paulo entre 2019 e 2023.

## Carreira
Sergio Victor é formado em Administração e Economia pela Bellarmine University e pós-graduado em Marketing pela ESPM.
Nas eleições estaduais de 2018, elegeu-se para o cargo de deputado estadual pelo Partido Novo, obteve 29.909 votos. Em 2022, concorreu novamente a uma cadeira na Assembleia Legislativa, entretanto não conseguiu a reeleição, obteve 41.671 votos, sendo o primeiro suplente de sua legenda.

### Prefeito de Taubaté
Em 2024, disputou o cargo de prefeito de Taubaté nas eleições municipais de 2024, no primeiro turno alcançou a segunda colocação, com 37.399 votos o correspondente a 23,52% dos votos válidos, assim logrou êxito em seguir para o segundo turno em uma disputa contra o ex-prefeito da cidade, candidato Ortiz Junior, do Republicanos, em 27 de outubro de 2024 é eleito prefeito com 97.450 votos, equivalente a 61,98% dos votos válidos.
Em 2025, no cargo de prefeito, Sergio Victor assinou decreto que retira o adicional de insalubridade dos servidores municipais, além de retirar direitos conquistados   desrespeitando o Termo de Ajustamento de Conduta firmado pelo prefeito anterior e colocando em risco os serviços essenciais do Município. Com a repercussão do caso, acabou por revogar o decreto.
Em Fevereiro de 2025, a empresa de um filiado ao Partido Novo, que chegou a se apresentar como pré-candidato a vereador em Taubaté no ano de 2024, foi contratada com dispensa de licitação pela Prefeitura para fazer a segurança dos eventos de carnaval na cidade - desde janeiro, o município é comandado pelo prefeito Sérgio Victor, que também é filiado ao Novo. Criada em agosto de 2022, a empresa TKA Segurança Privada receberá R$ 51 mil da Prefeitura para atuar nos eventos carnavalescos que foram realizados entre os dias 22 de fevereiro e 4 de março. Em 2024, a empresa também prestou serviços à campanha de Sérgio Victor a prefeito, recebendo R$ 5,3 mil para fazer a segurança no comitê político - segundo a declaração prestada pelo então candidato à Justiça Eleitoral.

## Desempenho eleitoral
| Ano  | Eleição               | Partido | Candidato a       | Votos             | %      | Resultado             |
| ---- | --------------------- | ------- | ----------------- | ----------------- | ------ | --------------------- |
| 2018 | Estadual em São Paulo | NOVO    | Deputado Estadual | 29.909            | 0,14%  | Eleito por QP         |
| 2022 | Estadual em São Paulo | NOVO    | Deputado Estadual | 41.671            | 0,18%  | Não eleito (suplente) |
| 2024 | Municipais em Taubaté | NOVO    | Prefeito          | 37.399 (1° turno) | 23,52% | 2°turno               |
| 2024 | Municipais em Taubaté | NOVO    | Prefeito          | 97.450 (2° turno) | 61,98% | Eleito                |